# Dere femoralis
Dere femoralis là một loài bọ cánh cứng trong họ Cerambycidae.